# Óscar Cabezas
Óscar Eduardo Cabezas Segura (Tumaco, Nariño, Colombia; 22 de diciembre de 1996) es un futbolista colombiano que juega como defensa en el Club Llaneros de la Categoría Primera A, cedido por el San Francisco FC. A partir del 1 de julio de 2025.

## Carrera
Cabezas realizó las divisiones inferiores en el Athletico Paranaense de Brasil, aunque nunca llegó a debutar en dicho equipo.

### Patriotas Boyacá
El defensor recaló en Patriotas Boyacá de su país natal Colombia. Su debut oficial se produjo el 9 de febrero de 2017 en un partido frente a Once Caldas. Dicho partido finalizó 2 a 0 a favor de Patriotas.
En todo 2017, Cabezas jugó 34 partidos (33 de estos desde el inicio), 6 por la Copa Colombia, en la cual fueron eliminados por el Junior de Barranquilla en semifinales. También jugó 4 partidos de titular en la Copa Sudamericana, siendo eliminados a manos del Corinthians de Brasil.

### Rosario Central
En 2018, luego de su buena temporada con el Patriotas, el club Rosario Central de Argentina se hizo con los servicios del defensor en calidad de préstamo por un año, incluyendo una opción de compra por parte del club rosarino.
Su debut oficial con el conjunto canalla se produjo el 3 de febrero por la 14.ª fecha del Campeonato de Primera División 2017-18, en la victoria por 1 a 0 frente al Club Atlético Unión. En dicho partido, Cabezas tuvo una actuación controvertida, ya que realizó varias infracciones bruscas, e incluso, en una disputa aérea, Cabezas golpeó de un rodillazo a Lucas Gamba, provocándole la fractura de dos costillas. Increíblemente, el defensor finalizó los 90' en cancha, recibiendo solo una tarjeta amarilla.
Por la 21.ª jornada, el día 7 de abril, marcó su primer gol con la casaca auriazul frente a Belgrano de Córdoba, triunfo de su equipo por 2 a 1.
En 2018, formó parte del plantel campeón de Central que obtuvo la Copa Argentina, siendo Cabezas uno de los defensores centrales titulares en varios de los partidos disputados por el club auriazul.

### América de Cali
El 7 de enero del presente año, se oficializó su traspaso al cuadro escarlata, en la búsqueda de un refuerzo defensivo para el equipo tras la salida inoportuna de Juan Pablo Segovia.

## Selección juvenil
Cabezas tuvo una convocatoria para la selección de fútbol sub-17 de Colombia, en donde jugó 3 de los 4 partidos que disputó su país en el Campeonato Sudamericano 2013 de Argentina.

## Clubes
| Club              | País      | Año             |
| ----------------- | --------- | --------------- |
| Patriotas Boyacá  | Colombia  | 2017            |
| Rosario Central   | Argentina | 2018 - 2019     |
| América de Cali   | Colombia  | 2021            |
| Deportivo Riestra | Argentina | 2022            |
| Club Llaneros     | Colombia  | 2022            |
| Monagas SC        | Venezuela | 2023            |
| Tigres FC         | Colombia  | 2024            |
| San Francisco FC  | Panamá    | 2025            |
| Club Llaneros     | Colombia  | 2025 - Presente |

## Estadísticas
| Club                        | Div                 | Temporada           | Liga  | Liga  | Copa nacional | Copa nacional | Copa internacional | Copa internacional | Total | Total |
| Club                        | Div                 | Temporada           | Part. | Goles | Part.         | Goles         | Part.              | Goles              | Part. | Goles |
| --------------------------- | ------------------- | ------------------- | ----- | ----- | ------------- | ------------- | ------------------ | ------------------ | ----- | ----- |
| Patriotas Boyacá · Colombia | 1.ª                 | 2017                | 34    | 0     | 6             | 0             | 4                  | 0                  | 44    | 0     |
| Patriotas Boyacá · Colombia | Total               | Total               | 34    | 0     | 6             | 0             | 4                  | 0                  | 44    | 0     |
| Rosario Central Argentina   | 1.ª                 | 2017-18             | 10    | 1     | 0             | 0             | 2                  | 0                  | 12    | 1     |
| Rosario Central Argentina   | 1.ª                 | 2018-19             | 8     | 0     | 3             | 0             | 0                  | 0                  | 11    | 0     |
| Rosario Central Argentina   | Total               | Total               | 18    | 1     | 3             | 0             | 2                  | 0                  | 23    | 1     |
| América de Cali · Colombia  | 1.ª                 | 2021                | 0     | 0     | 0             | 0             | 0                  | 0                  | 0     | 0     |
| América de Cali · Colombia  | Total               | Total               | 0     | 0     | 0             | 0             | 0                  | 0                  | 0     | 0     |
| Total en su carrera         | Total en su carrera | Total en su carrera | 52    | 1     | 9             | 0             | 6                  | 0                  | 67    | 1     |

## Palmarés

### Campeonatos nacionales
| Torneo         | Club            | Sede    | Año     |
| -------------- | --------------- | ------- | ------- |
| Copa Argentina | Rosario Central | Mendoza | 2017/18 |

## Filmografía
- (2009-2014) La pareja feliz - Valentin